# 4 noiembrie
ianuarie • februarie • martie  • aprilie  • mai  • iunie  • iulie  • august  • septembrie  • octombrie  • noiembrie  • decembrie
4 noiembrie este a 308-a zi a calendarului gregorian și a 309-a zi în anii bisecți. Mai sunt 57 de zile până la sfârșitul anului.

## Evenimente

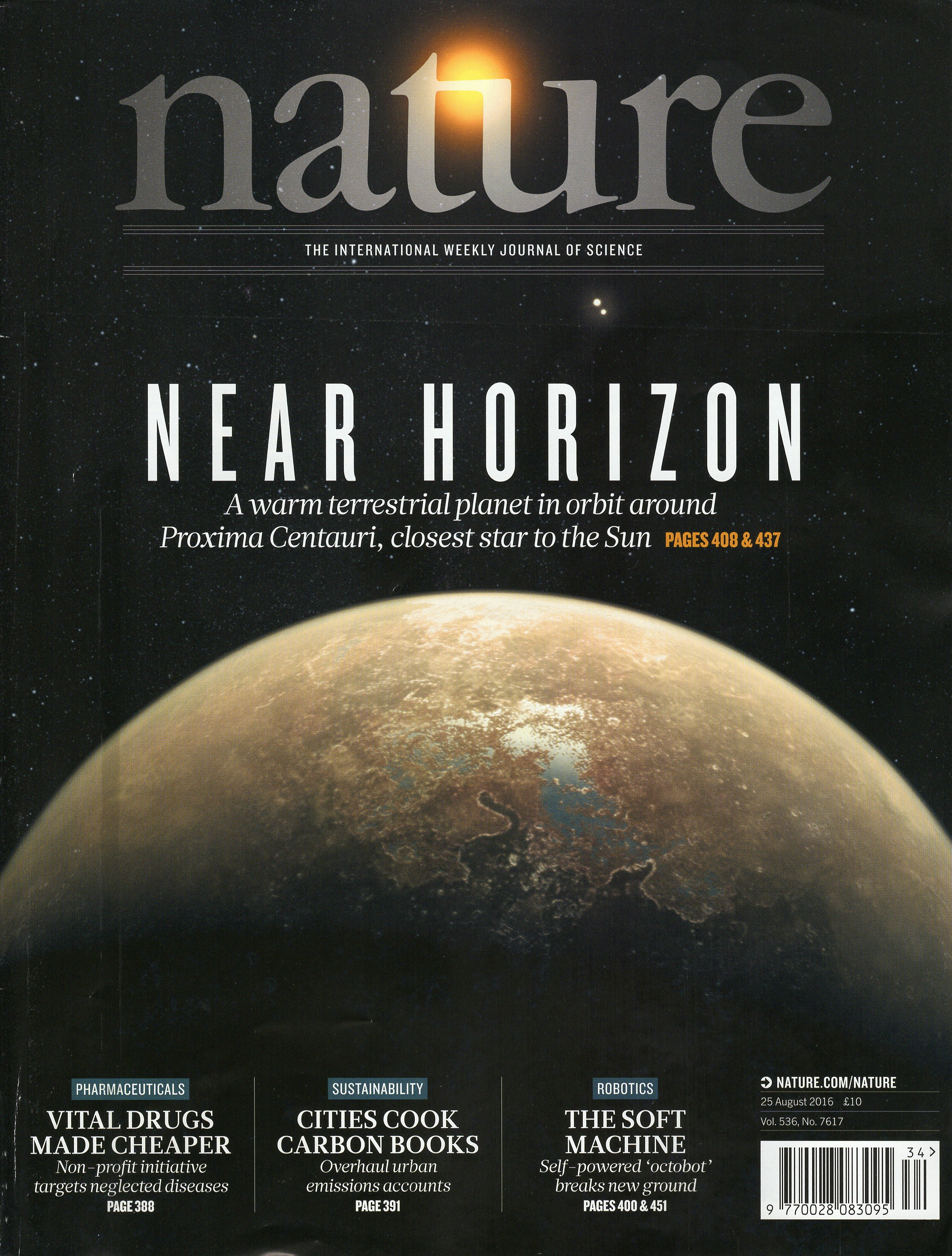
1869: A apărut primul număr al reputatei reviste științifice Nature.

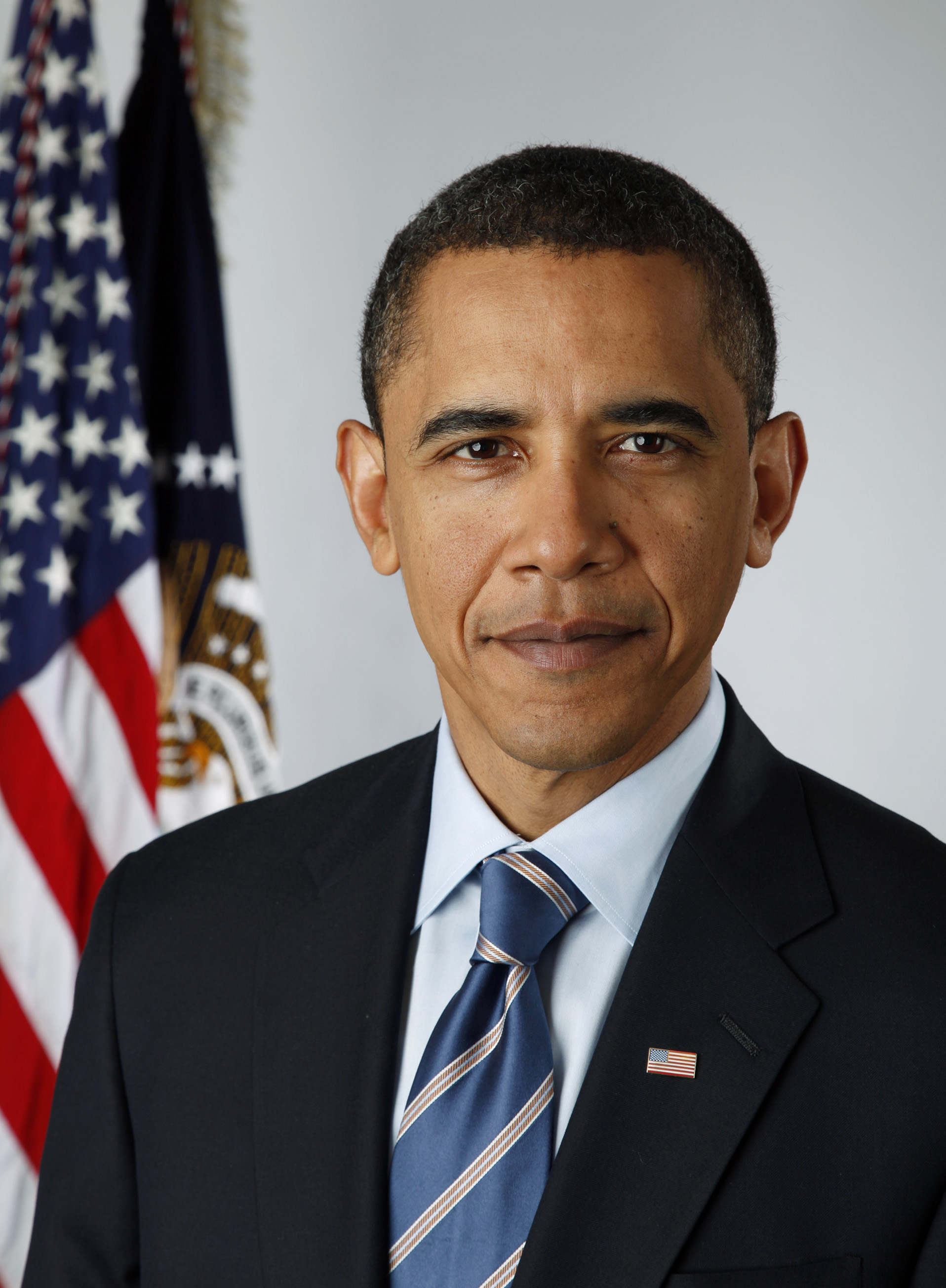
2008: Democratul Barack Obama a fost ales drept cel de-al 44-lea președinte al Statelor Unite, primul de culoare.

- 1520: După victoria sa asupra regentului suedez Sten Sture cel Tânăr, regele danez Christian al II-lea este încoronat rege al Suediei. Adepților lui Sten Sture li s-a promis o amnistie generală.
- 1576: În timpul Războiul de optzeci de ani, mercenarii aflați în slujba regelui Filip al II-lea al Spaniei și care nu au fost plătiți de mult timp, încep să comită acte de violență împotriva populației din Anvers, pentru a strânge bani. Orașul a fost distrus considerabil după trei zile.
- 1677: Viitoarea Maria a II-a a Angliei s-a căsătorit cu William de Orania. Mai târziu ei vor domni ca William și Mary.
- 1737: La Napoli, Italia, este inaugurat Teatrul San Carlo din Napoli, cel mai vechi teatru de operă din Europa.
- 1783: Simfonia nr. 36 a lui Wolfgang Amadeus Mozart este interpretată pentru prima dată la Linz, Austria.
- 1852: Contele Camillo de Cavour a devenit prim-ministru al Regatului Sardinia-Piemont, în jurul căruia s-a cristalizat ulterior statul italian unit.
- 1856: În Galați începe prima conferință a puterilor europene, care consultantă problemele de navigație pe Dunăre și care înființează Comisia Statelor alăturate Dunării.
- 1862: Inventatorul american Richard Gatling brevetează mitraliera.
- 1869: A apărut primul număr al reputatei reviste științifice Nature.
- 1873: Americanul John B. Beers a patentat prima coroană dentară din aur.
- 1873: Americanul Anthony Iske a patentat mașina de tăiat carne în felii.
- 1879: A fost patentată prima casă de marcat de către James J. Ritty din Dayton, Ohio.
- 1890: S-a dat în folosință City and South London Railway, prima linie de metrou din lume și prima linie a metroului londonez.
- 1899: Este publicată cartea lui Sigmund Freud, Interpretarea viselor.
- 1921: Primul ministru japonez Hara Takashi este asasinat la Tokyo.
- 1922: În Egipt, arheologul britanic Howard Carter și oamenii săi găsesc intrarea în mormântul lui Tutankamon,  în Valea Regilor.
- 1938: George Enescu a terminat "Suita a III-a", "Săteasca".
- 1942: Al Doilea Război Mondial: Neascultând un ordin direct al lui Adolf Hitler, feldmareșalul Erwin Rommel începe o retragere a forțelor sale după o înfrângere costisitoare în timpul celei de-A Doua Bătălii de la El Alamein. În cele din urmă, retragerea va dura cinci luni.
- 1948: Lui T.S. Eliot i se decernează Premiul Nobel pentru Literatură.
- 1956: Invadarea Ungariei de către tancurile sovietice și instalarea guvernului contrarevoluționar condus de János Kádár; revoluția maghiară a fost declanșată la 23 octombrie iar luptele au durat pâna la 14 noiembrie.
- 1966: Inundații în Veneția și Florența. Aproape un milion de volume din colecția de la Biblioteca Națională, documente de la Arhiva de Stat, tablouri au fost acoperite de apă.
- 1979: Un grup de studenți iranieni invadează ambasada SUA la Teheran și iau ostatice 90 de persoane timp de 444 de zile.
- 1980: Republicanul Ronald Reagan este ales ce de-al 40-lea președinte al Statelor Unite, învingându-l pe președintele în exercițiu, Jimmy Carter.
- 1995: Premierul israelian Ițhak Rabin a fost asasinat, la Tel Aviv, în cursul unui miting politic, premergător alegerilor.
- 2006: Europa de Vest se confruntă cu o pană de curent, cea mai mare din ultimii 30 de ani: aproximativ 10 milioane de oameni din Franța, Germania, Belgia, Italia, Austria și Spania rămân fără electricitate timp de până la două ore.
- 2008: Democratul Barack Obama a fost ales drept cel de-al 44-lea președinte al Statelor Unite, primul de culoare.
- 2015: Premierul Victor Ponta își depune demisia la presiunea protestelor din centrul Bucureștiului. Tot în aceeași zi și primarul Sectorului 4 Cristian Popescu Piedone își depune demisia.
- 2019: NASA anunță că a primit primul mesaj din spațiul interstelar de la nava sa spațială Voyager 2.
- 2019: Guvernul condus de Ludovic Orban a primit votul de învestitură al Parlamentului, cu 240 de voturi pentru, în condițiile în care numărul minim de voturi necesare era 233. PSD și PRO România au boicotat ședința însă câțiva parlamentari de la cele două partide au votat guvernul liberal.[1]

## Nașteri
- 1470: Eduard al V-lea, rege a Angliei pentru 11 săptămâni în anul 1483
- 1575: Guido Reni, pictor italian (d. 1642)
- 1590: Gerrit van Honthorst, pictor olandez (d. 1656)
- 1631: Mary de Orange, fiica regelui Carol I al Angliei și mama regelui William al III-lea al Angliei (d. 1660)
- 1650: William al III-lea al Angliei (d. 1702)
- 1806: Karl Friedrich Mohr, chimist german (d. 1879)
- 1836: Eduardo Rosales, pictor spaniol (d. 1873)
- 1858: Jacques de Lalaing, pictor și sculptor anglo-belgian (d. 1917)
- 1864: Dezső Jakab, arhitect maghiar (d. 1932)

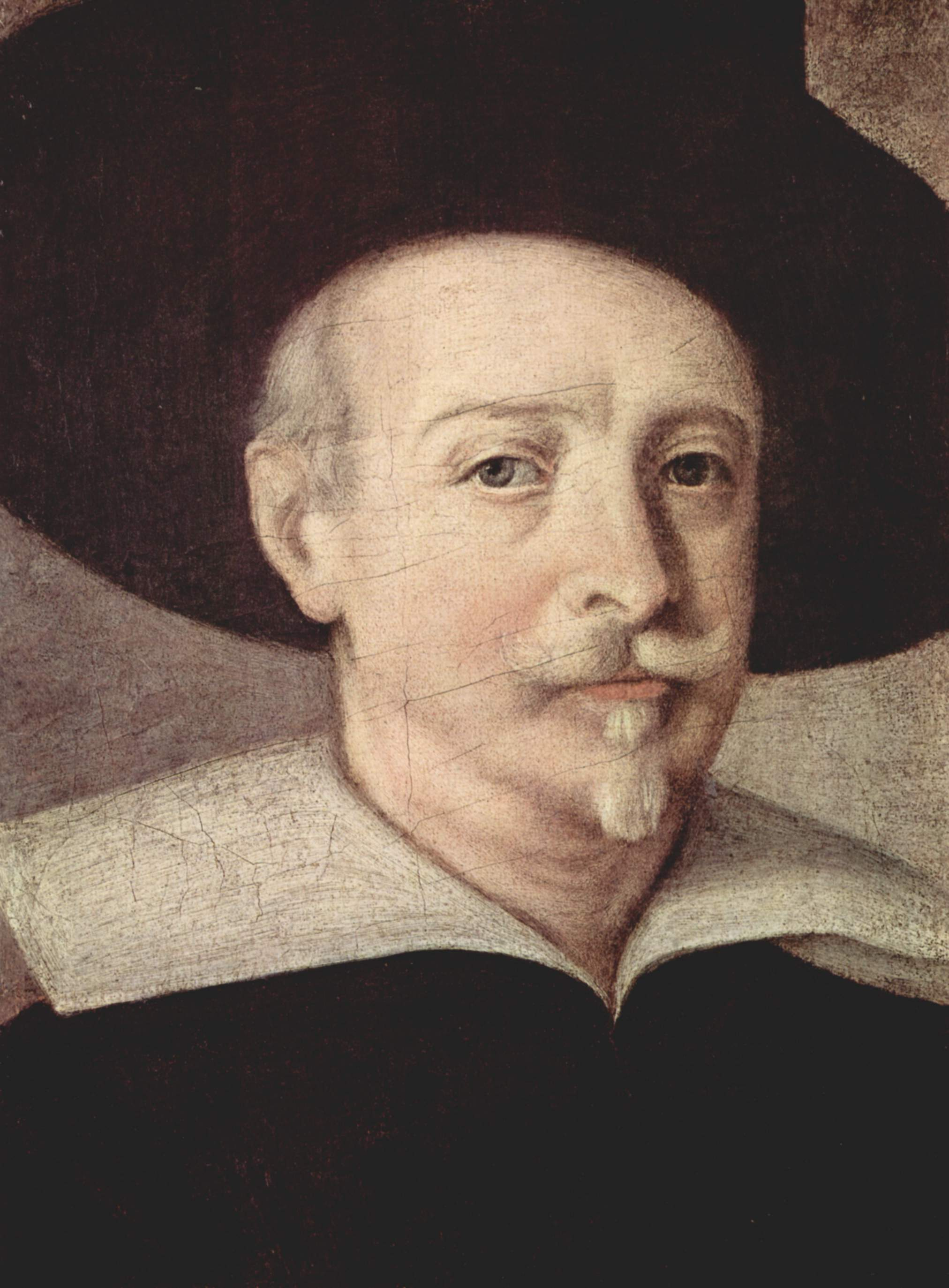
Guido Reni, pictor italian
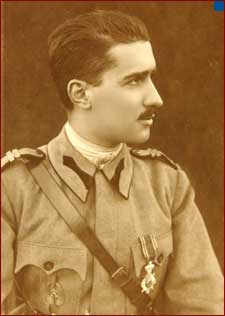
Barbu Știrbey, prim-ministru al României
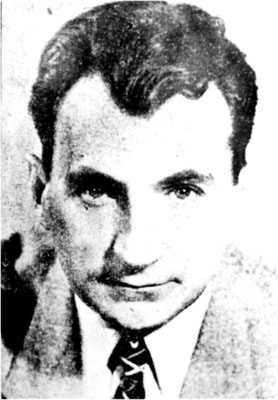
Lucrețiu Pătrășcanu, jurist, comunist român

- 1872: Barbu Știrbey, om politic român, președinte al Consiliului de Miniștri (d. 1946)
- 1876: James Earle Fraser, sculptor american (d. 1953)
- 1876: Nicolae Lupu, medic și politician român (d. 1947)
- 1879: Will Rogers, actor american (d. 1935)
- 1880: Karel Noll, actor ceh (d. 1928)
- 1884: Prințesa Elena a Serbiei (d. 1962)
- 1890: Klabund (Alfred Henschke), scriitor german (d. 1928)
- 1900: Lucrețiu Pătrășcanu, jurist, om politic român (ministru al Justiției în perioada 1944-1948) (d. 1954, executat)
- 1903: Ion Vasilescu, compozitor român (d. 1960)
- 1903: Jean-Jacques Gautier, scriitor francez, câștigător al Premiului Goncourt în 1946 (d. 1986)
- 1908: Sir Joseph Rotblat, fizician polonez-evreu-britanic, laureat al Premiului Nobel 1995 (d. 2005)
- 1916: Ruth Handler, inventator american. Printre produsele pe care le-a patentat se află celebra păpușa Barbie (d. 2002)
- 1916: Walter Cronkite, jurnalist și prezentator american de televiziune (d. 2009)
- 1918: Art Carney, actor american (d. 2003)
- 1919: Martin Balsam, actor american (d. 1996)
- 1922: Benno Besson, regizor de teatru și tatăl Katharinei Thalbach, (d. 2006)
- 1923: Fredy Heineken, magnatul cunoscutei firme de bere olandeză, Heineken (d. 2002)
- 1925: Doris Roberts, actriță americană (d. 2016)
- 1927: Gheorghe Enoiu, colonel de Securitate român (d. 2010)
- 1928: Virgil Miu, artist plastic român
- 1930: Horia Aramă, scriitor român (d. 2007)
- 1932: Thomas Klestil, președinte austriac (d. 2004)
- 1933: Volker Kühn, regizor german
- 1933: Charles K. Kao, inginer britanic de origine chineză, laureat Nobel (d. 2018)
- 1943: Marlène Jobert, actriță franceză
- 1946: Laura Bush, soția președintelui George W. Bush, președintele Statelor Unite ale Americii
- 1946: Robert Mapplethorpe, fotograf american (d. 1989)
- 1948: Amadou Toumani Touré, președintele republicii Mali
- 1951: Traian Băsescu, politician român, președinte al României în perioada 2004-2014
- 1952: Florin Mocănescu, inginer petrolist român

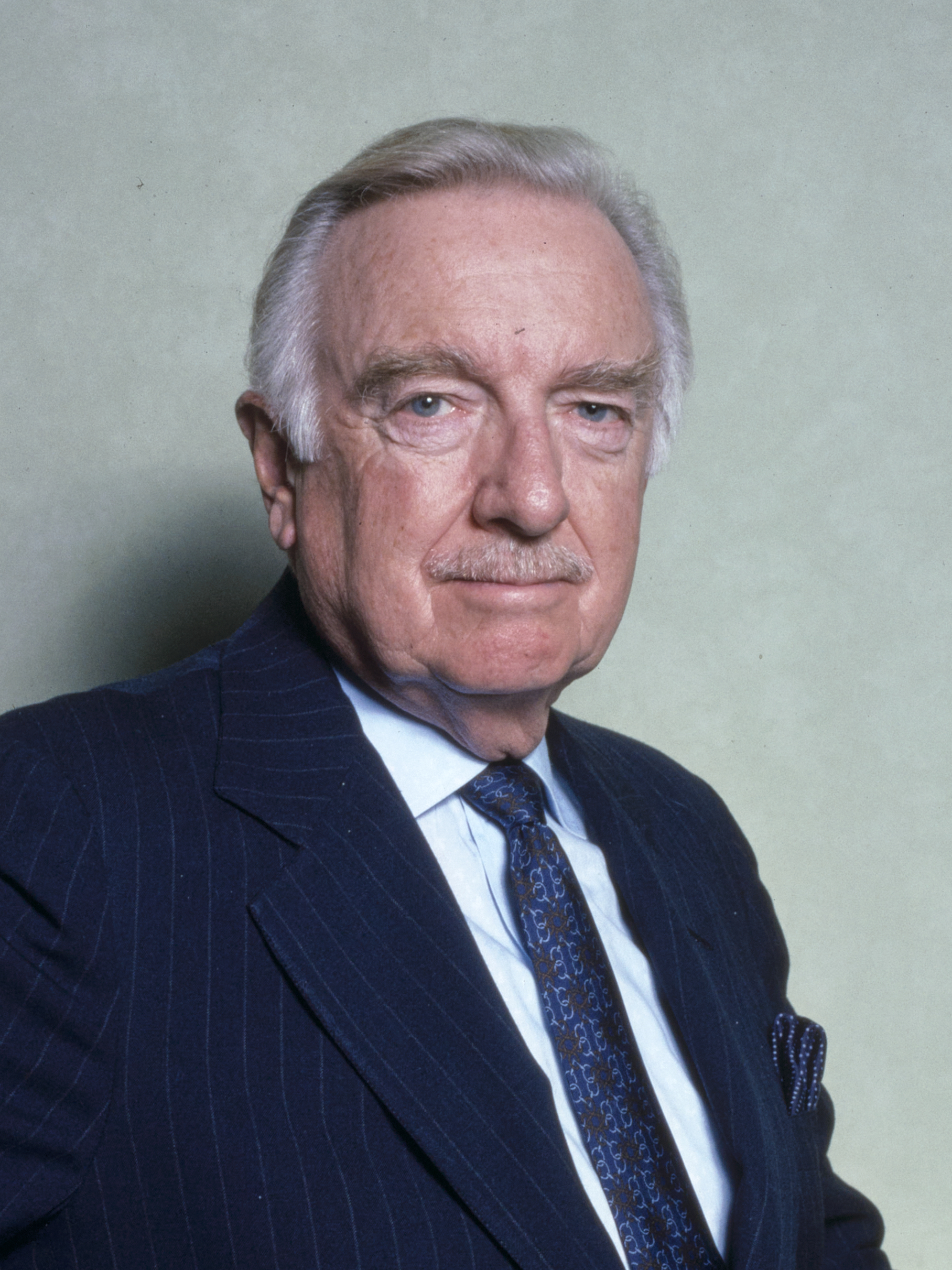
Walter Cronkite, prezentator american de televiziune
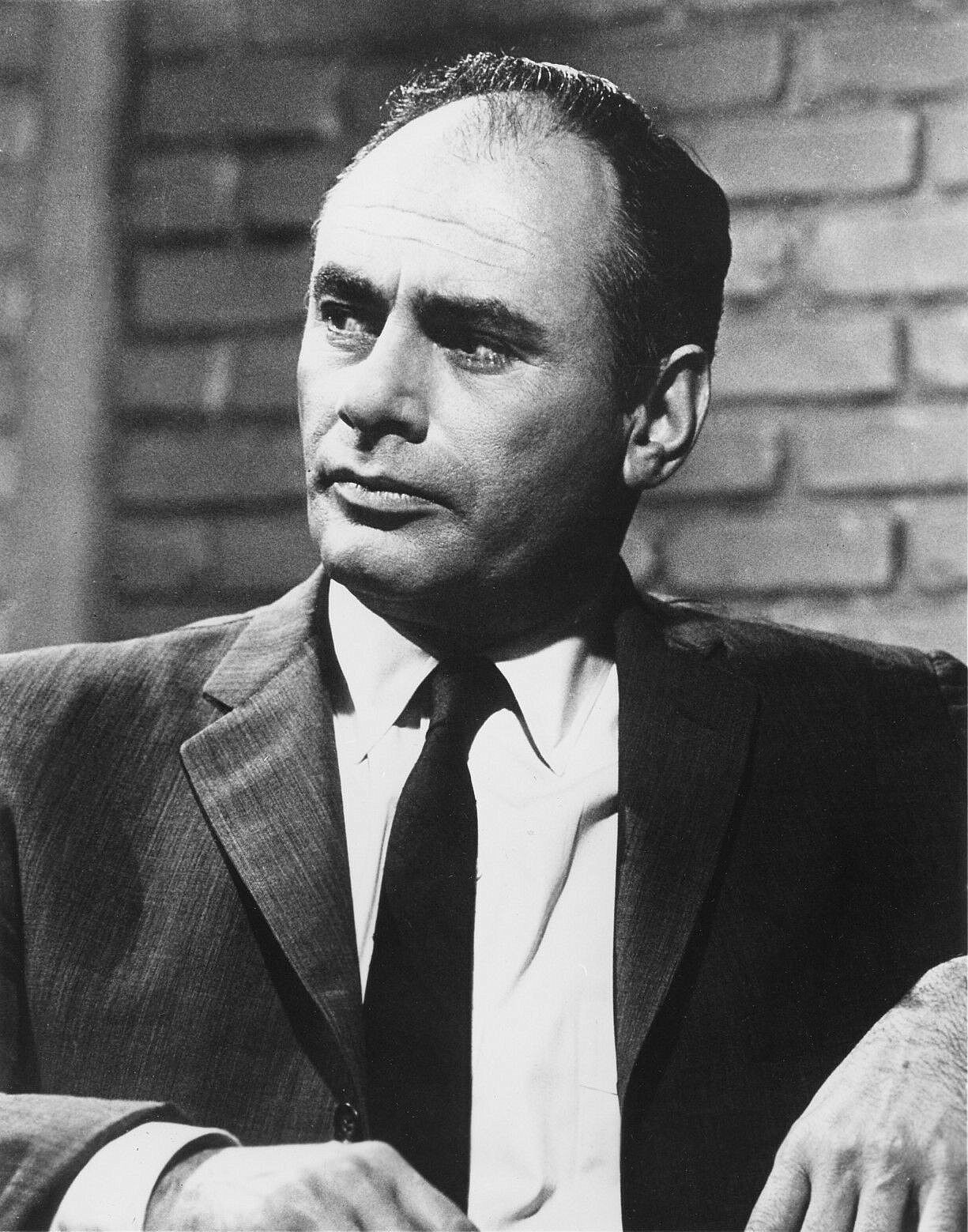
Martin Balsam, actor american
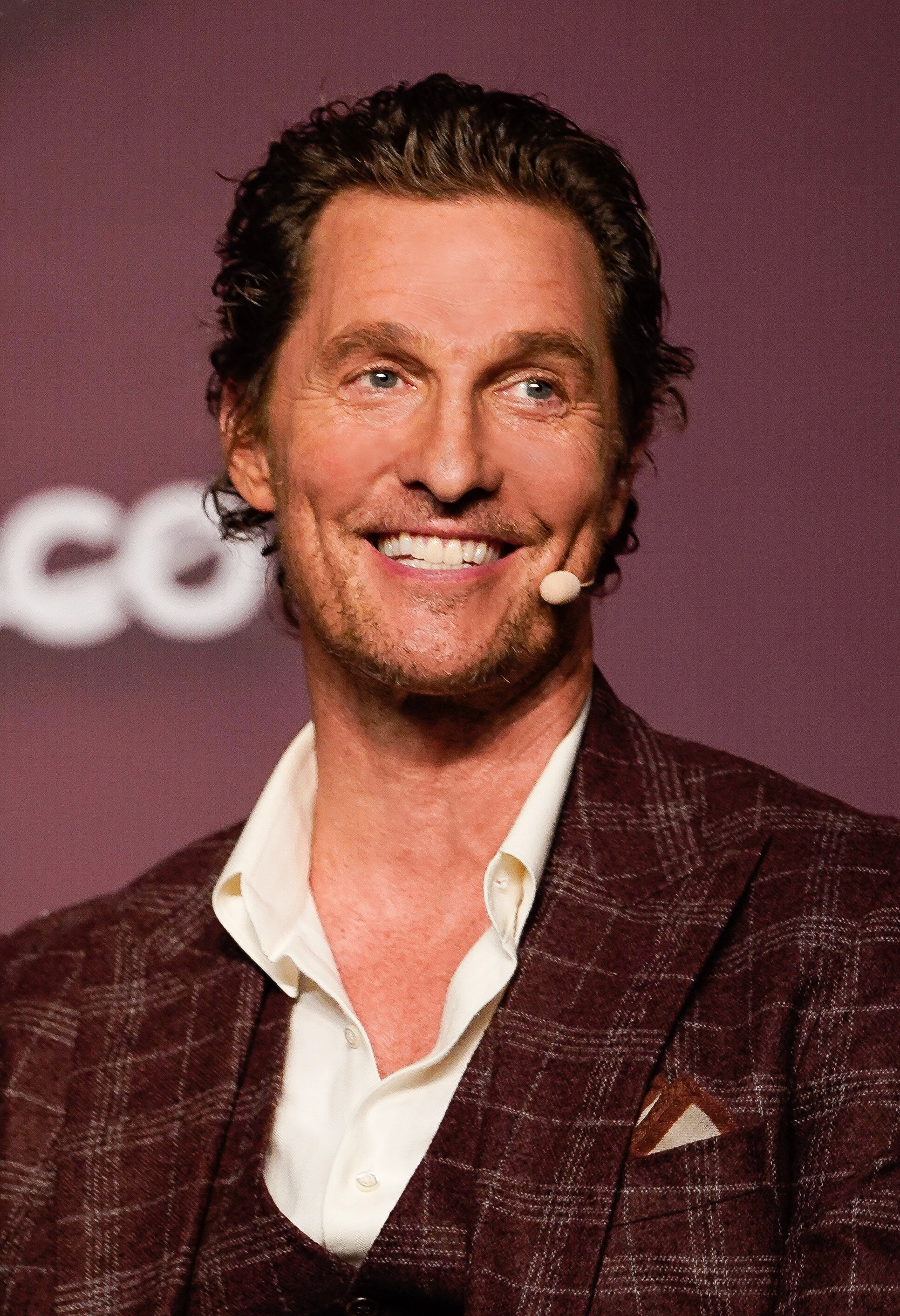
Matthew McConaughey, actor american

- 1956: James Honeyman-Scott, muzician britanic (Pretenders) (d. 1982)
- 1957: Tony Abbott, politician australian, prim-ministru în perioada 2013-2015
- 1957: Marian Lupașcu, etnomuzicolog și fost violonist român
- 1967: Mino Raiola, impresar olandezo-italian de fotbal  (d. 2022)
- 1969: P.Diddy, rapper american
- 1969: Matthew McConaughey, actor american
- 1970: Malena Ernman, cântăreață suedeză de operă
- 1972: Luis Figo, fotbalist portughez
- 1975: Oleg Efrim, politician moldovean
- 1977: Dalibor Mitrović, fotbalist sârb
- 1977: Evghenia Radanova, patinatoare bulgară
- 1978: Renato Usatîi, om politic, milionar și filantrop din Republica Moldova
- 1981: Bogdan Cotolan, fotbalist român
- 1985: Marcell Jansen, fotbalist german
- 1987: Souleymane Keita, fotbalist senegalez
- 1995: Alexandru Bucătaru, handbalist român
- 1998: Achraf Hakimi, fotbalist marocan

## Decese
- 1465: Maria Oltea, mama lui Ștefan cel Mare (n. c 1405-1407)
- 1847: Felix Mendelssohn, compozitor german  (n. 1809)
- 1880: Étienne Mulsant, entomolog și ornitolog francez (n. 1797)
- 1893: Pierre Tirard, politician francez, al 54-lea prim-ministru al Franței (n. 1827)

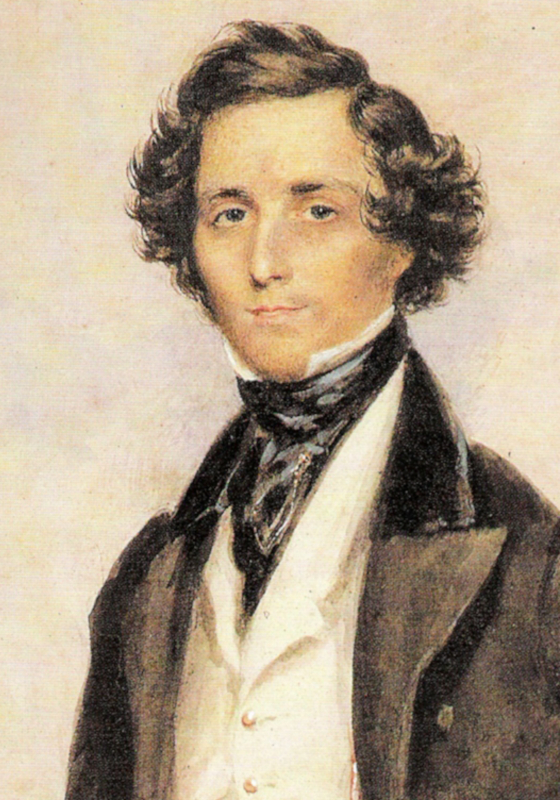
Felix Mendelssohn, compozitor german
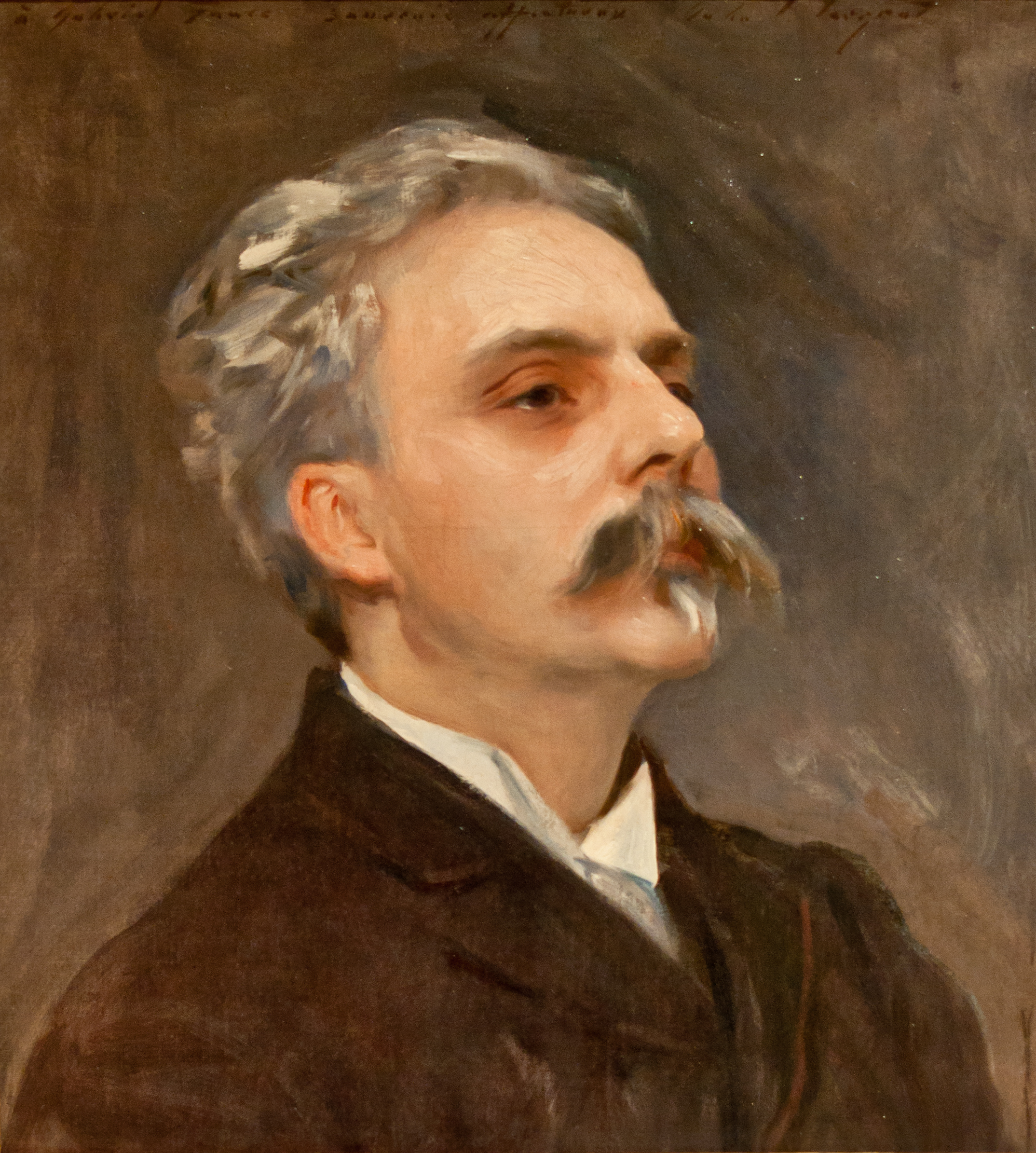
Gabriel Fauré, compozitor francez
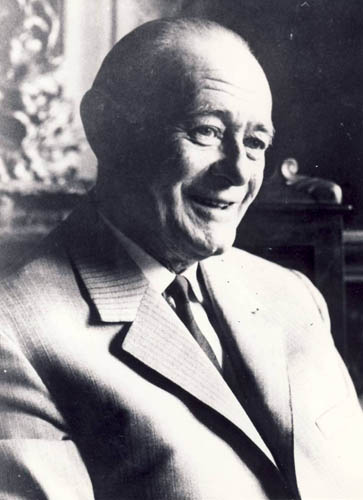
Tudor Mușatescu, dramaturg și romancier român

- 1924: Gabriel Fauré, compozitor francez (n. 1845)
- 1952: Sándor Pósta, scrimer maghiar (n. 1888)
- 1970: Tudor Mușatescu, dramaturg și romancier român (n. 1903)
- 1995: Ițhak Rabin, prim ministru al Israelului, laureat al Premiului Nobel (asasinat) (n. 1922)
- 1995: Gilles Deleuze, filosof francez (n. 1925)
- 2005: Hiro Takahashi, muzician japonez (n. 1964)
- 2014: Eftimie Luca, arhiepiscop român (n. 1914)
- 2015: René Girard, antropolog francez (n. 1923)

## Sărbători
- Sfântul Carlo Borromeo (calendarul romano-catolic)
- Cuviosul Ioanichie cel Mare; Sfinții Mucenici Nicandru, episcopul și Ermeu, preotul (calendarul ortodox și greco-catolic)

- Rusia: Ziua Unității Naționale (din 2005)